# Múscul flexor llarg del polze
El múscul flexor llarg del polze (musculus flexor pollicis longus) o múscul flexor llarg del dit polze, és un múscul de l'avantbraç i la mà que flexiona el polze. Es troba en el mateix pla que el flexor profund dels dits. És l'únic múscul flexor de l'articulació interfalàngica del polze. Flexiona la falange distal sobre la falange proximal i aquesta sobre el primer metacarpià.
Aquest múscul és exclusiu dels sers humans, ja que en altres primats és rudimentari o està absent.

## Origen i insercions
Sorgeix de la cara anterior de la superfície del cos del radi, que s'estén just sota de la tuberositat del radi i la línia obliqua a poca distància del múscul pronador quadrat. A vegades pot aparèixer un múscul accessori del múscul flexor profund dels dits anomenat múscul de Gantzer; neix a l'apòfisi coronoide del cúbit.
Sorgeix també de la part adjacent de la membrana interòssia de l'avantbraç i, en general, en una esllavissada carnosa de la vora medial de l'apòfisi coronoide del cúbit. En el 40 per cent dels casos, s'insereix també en la part medial de l'epicòndil de l'húmer i, en aquests casos, hi ha una connexió tendinosa amb el cap de l'húmer del flexor superficial dels dits.
Les fibres acaben en un tendó aplanat, que passa per sota del retinacle flexor de la mà a través del túnel carpià. Discorre entre el cap lateral del flexor curt del polze i la part obliqua de l'adductor del polze i entra per un canal ossi i aponeuròtic similar al dels tendons flexors dels dits, per inserir-se en la base de la falange distal del polze.

## Imatges

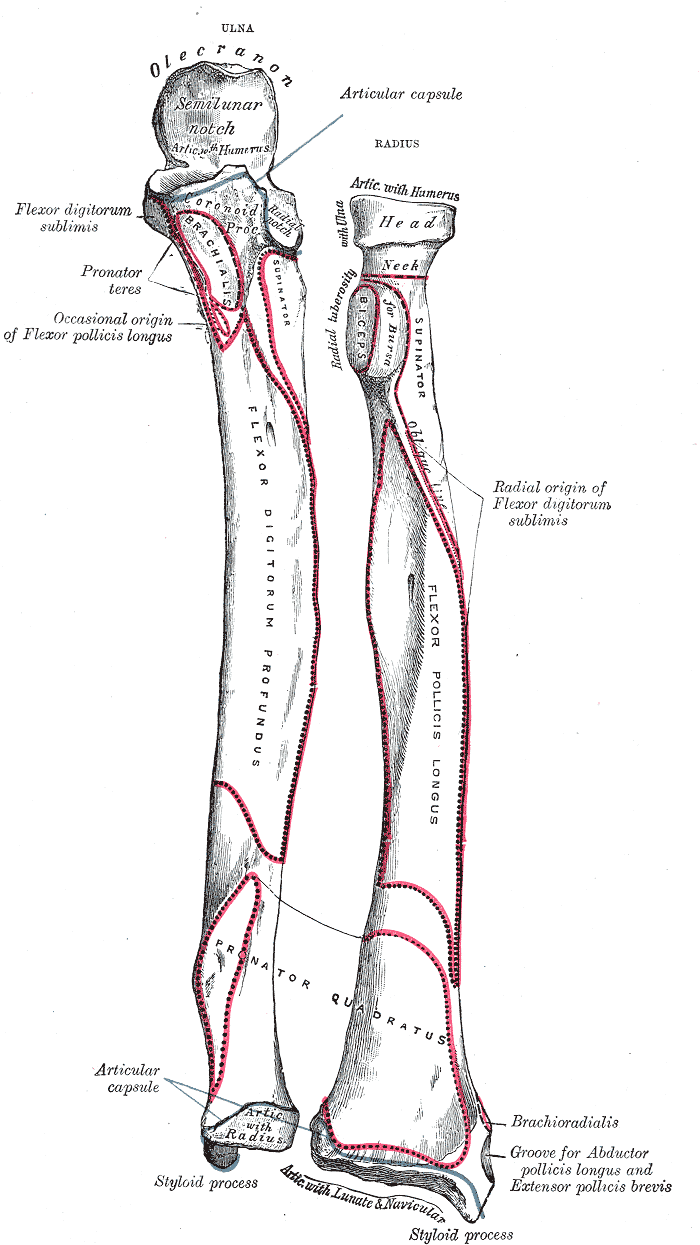
Ossos de l'avantbraç esquerre. Cara anterior.
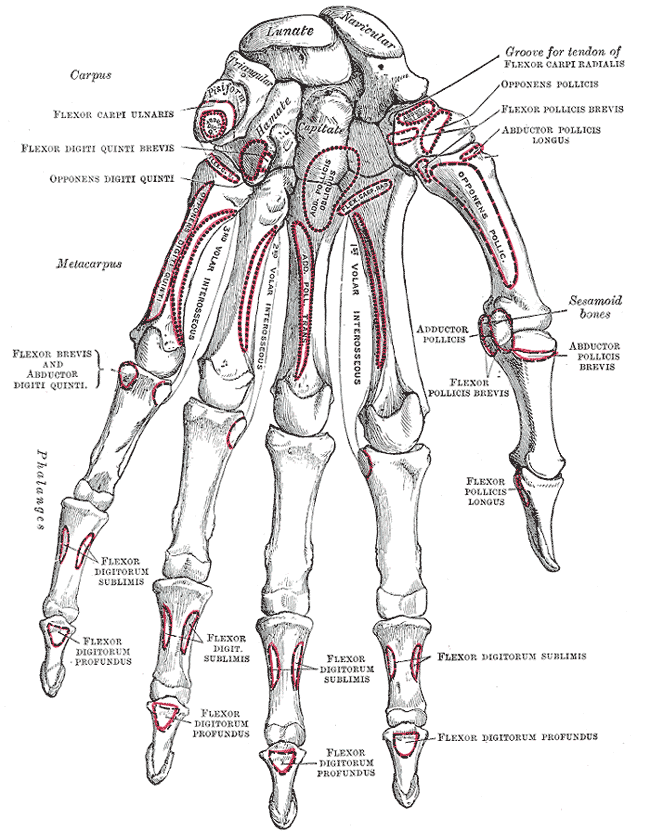
Ossos de la mà esquerra. Superfície palmar.
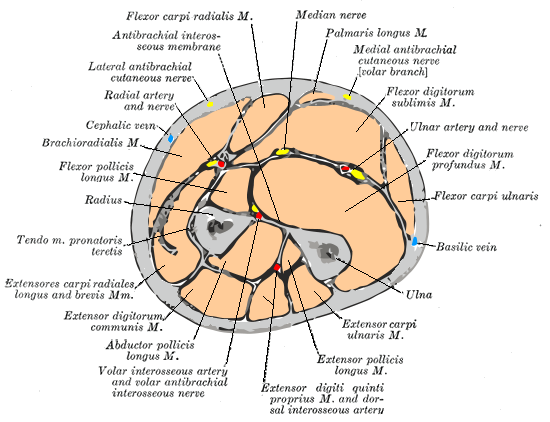
Secció transversal de la part mitjana de l'avantbraç.
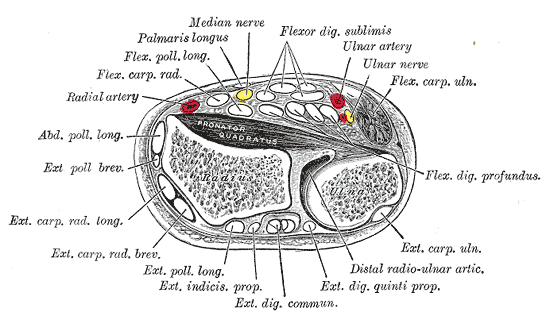
Secció transversal a través dels extrems distals del radi i el cúbit.
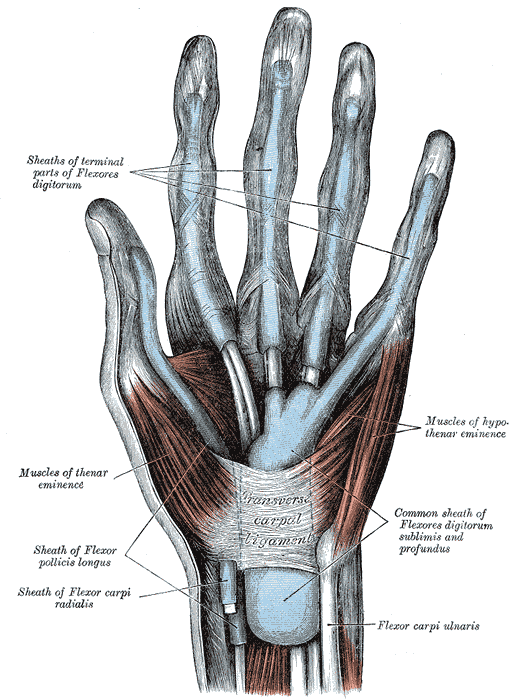
Beines mucoses dels tendons en la part posterior del canell, en la part frontal del canell i els dits.
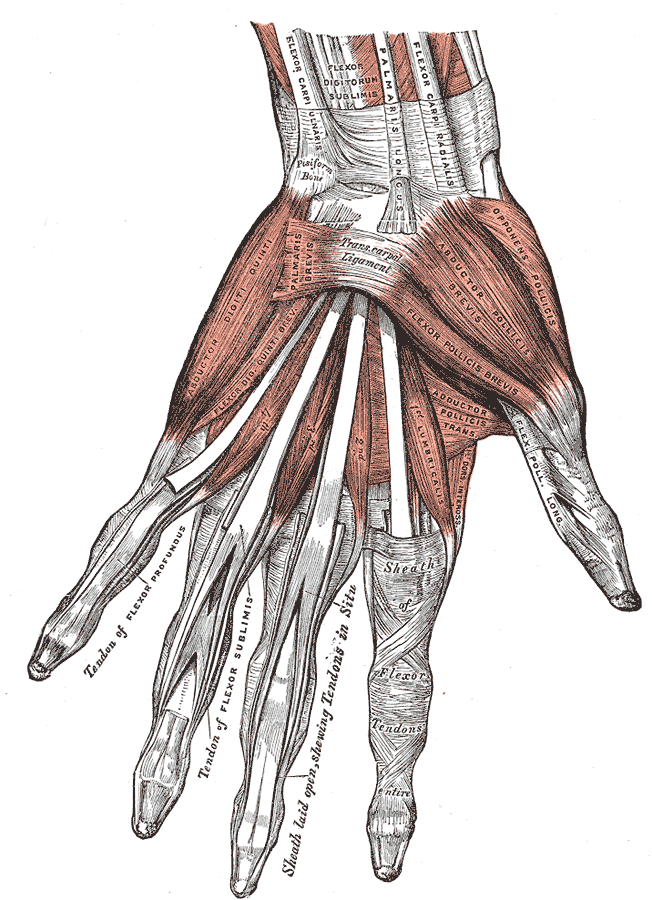
Músculs de la mà esquerra. Superfície palmar.
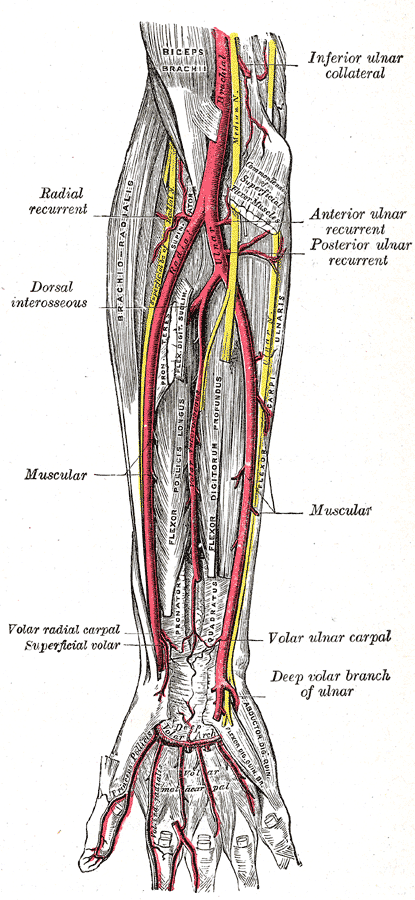
Artèries cubital i radial. Visió profunda.
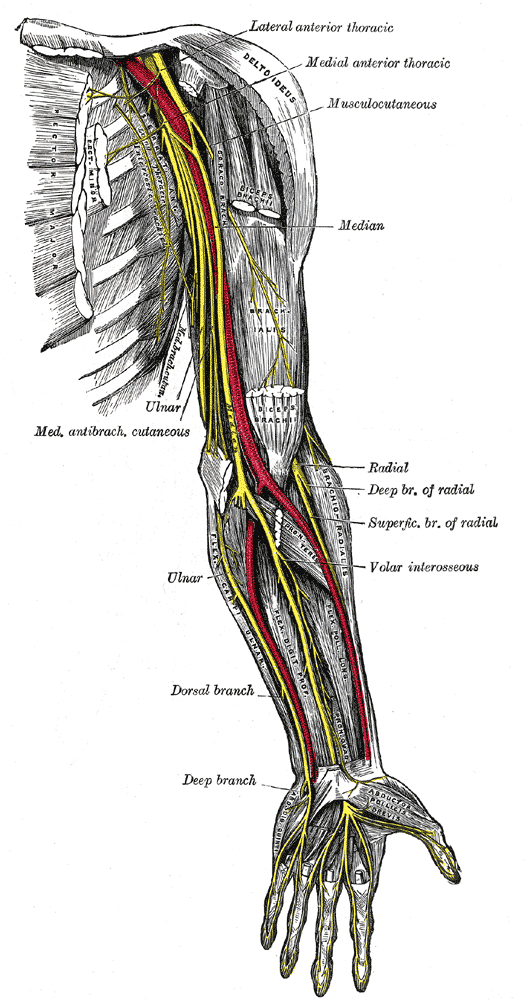
Nervis de l'extremitat superior esquerra.
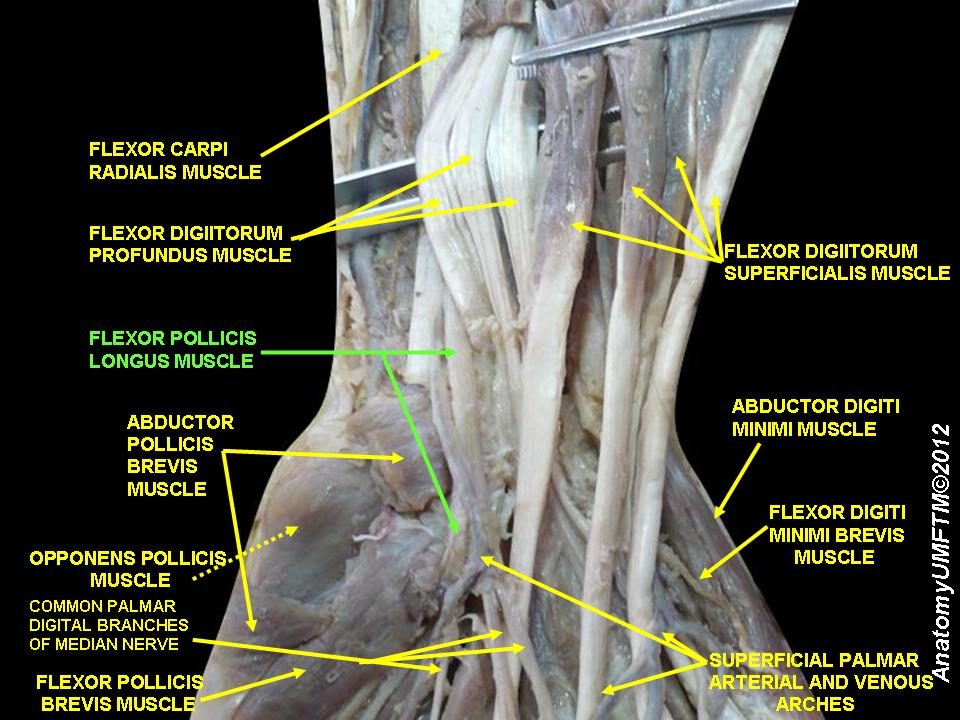
Múscul flexor llarg del polze.